# Pyura dura
Pyura dura är en sjöpungsart som beskrevs av Heller 1877. Pyura dura ingår i släktet Pyura och familjen lädermantlade sjöpungar. Inga underarter finns listade i Catalogue of Life.